# 長野県立坂城高等学校
もしかして
- 長野県坂城高等学校

ではありませんか？